# FFFIS
FFFIS bezeichnet im angelsächsischen Sprachraum eine Form Fit Function Interface Specification (statt nur Functional). FFF ist eine ursprünglich aus der Instandhaltung stammende Klassifizierung von austauschbaren Teilen, die in Form, Passung und Funktion identisch sind und somit gegeneinander austauschbar sind. Eine FFFIS ist somit eine eindeutige Beschreibung einer Schnittstelle zwischen Geräten oder Modulen.
Im Gegensatz zu einer FIS (Functional Interface Specification, funktionale Schnittstellenbeschreibung) beschreibt FFFIS nicht nur die funktionalen Anforderungen an eine Schnittstelle, sondern auch deren vollständige konkrete Ausgestaltung. Eine FFFIS hat den Anspruch, dass alle Geräte mit einer nach ihr entwickelten Schnittstelle gegeneinander austauschbar sind.

## Verwendung
Solch genaue Schnittstellendefinitionen dienen oft dazu, das Ersatzteilmonopol einzelner Hersteller zu brechen. Im militärischen Beschaffungswesen ist das lange üblich (NSN). Wirtschaftlichkeit ist auch das Hauptmotiv für die europaweite Einführung des Zugbeeinflussungssystems ETCS, bei dem für mehrere Komponenten FFFIS-Schnittstellen definiert sind.